# Eric Mervyn Lindsay
Eric Mervyn Lindsay (* 26. Januar 1907 in Portadown, County Armagh, Nordirland; † 27. Juli 1974 in Armagh) war ein irischer Astronom.
Lindsay war das Kind von Richard und Susan Lindsay und ging in Dublin zur King's Hospital School. Anschließend besuchte er die Queen’s University of Belfast, wo er im Jahre 1928 den B.Sc. und 1929 den M.Sc. erhielt. Später ging er zur Harvard University und erhielt dort 1934 den Ph.D.
Später ging Lindsay nach Südafrika für weitere astronomische Studien und heiratete Sylvia Mussells aus Kapstadt. 1937 ging er zurück nach Irland und wurde bis zu seinem Tode durch einen Herzinfarkt Direktor des Armagh-Observatoriums.
Lindsay wurde weniger durch seine wissenschaftlichen Ergebnisse bekannt, als vielmehr durch seinen politischen Einfluss für die Astronomie. Zum Beispiel überzeugte er die irische Regierung und das Harvard College Observatory, ein Teleskop am Boyden Observatory in Bloemfontein, Südafrika, zur Katalogisierung des Südhimmels zu gründen. Ferner spielte er bei der Gründung des Armagh-Planetariums eine wichtige Rolle.
Lindsay und seine Frau Sylvia hatten einen Sohn, Derek Michael Lindsay (* 1944). Derek wurde Professor für Chemie in New York City.
Der Mondkrater Lindsay wurde 1979 nach ihm benannt.

## Auszeichnungen
- The Most Excellent Order of the British Empire, 1963
- Mitglied der Royal Irish Academy, 1939